# Ripogonum
Ripogonum J.R.Forst. & G.Forst., 1776 è un genere di piante angiosperme dell'ordine Liliales, unico genere della famiglia Ripogonaceae Conran & Clifford, 1985.

## Tassonomia
Il genere comprende le seguenti specie:
- Ripogonum album R.Br.
- Ripogonum brevifolium Conran & Clifford
- Ripogonum discolor F.Muell.
- Ripogonum elseyanum F.Muell.
- Ripogonum fawcettianum F.Muell. ex Benth.
- Ripogonum scandens J.R.Forst. & G.Forst.